# Segni
Segni är en ort och kommun i storstadsregionen Rom, innan 2015 provinsen Rom, i regionen Lazio i Italien. Kommunen hade 9 134 invånare (2018). och gränsar till kommunerna Artena, Colleferro, Cori, Gavignano, Montelanico, Paliano och Rocca Massima.
Segni, som under antiken benämndes Signia, befolkades av volsker.
Två av stadens främsta sevärdheter utgörs av katedralen Santa Maria Assunta, en under 1600-talet ombyggd kyrka med partier från medeltiden, och Palazzo Cremona från 1700-talet med sin eleganta loggia.
Kyrkan San Pietro uppfördes på 1100-talet över cellan i Juno Monetas tempel från 200-talet f.Kr.